# Gazella saudiya
Gazella saudiya är en utdöd däggdjursart som beskrevs av Carruthers och Schwarz 1935. Gazella saudiya ingår i släktet gaseller och familjen slidhornsdjur. IUCN kategoriserar arten globalt som utdöd. Inga underarter finns listade i Catalogue of Life.
Arten förekom på Arabiska halvön i Saudiarabien, Kuwait och Jemen. Enligt gamla obekräftade berättelser levde den även i Irak. Gasellen vistades i öppna landskap med glest fördelade akacior. Individerna levde ensam eller i flockar med upp till 20 medlemmar.
Fram till början av 2000-talet antogs att flera gaseller som hölls i fångenskap tillhör denna art. Undersökningar visade däremot att de tillhörde andra arter eller att de var hybrider.